# Хоменченко, Сантьяго
Сантья́го Дамиа́н Хоменче́нко Бья́нки (исп. Santiago Damián Homenchenko Bianchi; род. 30 августа 2003, Мерседес) — уругвайский футболист, полузащитник клуба «Пеньяроль», выступающий на правах аренды за клуб «Реал Овьедо».

## Клубная карьера
Хоменченко — воспитанник клуба «Пласа Колония». В 2021 года он был включён в заявку основной команды, но так и не вышел на поле. В 2022 году Хоменченко перешёл в «Пеньяроль». 19 сентября в матче против «Серрито» он дебютировал в уругвайской Примере.

## Международная карьера
В 2023 году в составе молодёжной сборной Уругвая Хоменченко стал победителем молодёжного чемпионата мира в Аргентине. На турнире он сыграл в матчах против команд Ирака, Англии, Гамбии, США, Израиля и Италии.

## Достижения
Международные
 Уругвай (до 20)
- Победитель молодёжного чемпионата мира — 2023